# Renée de Vériane

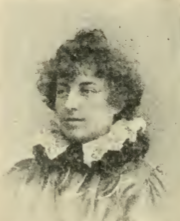
Renée de Vériane, vor 1896

Renée de Veriane (* 1865 in Paris; † 1947 ebenda) war eine französische Journalistin und Cartoonistin. Ihr künstlerischer Werdegang beinhaltet auch eine Ausbildung zur Bildhauerin.

## Leben
Mit Unterstützung ihrer Lehrer konnte Vériane ab 1885 die École des Beaux-Arts (EBA) ihrer Heimatstadt besuchen. Sie wurde dort meistenteils von Laurent Marqueste und Antonin Mercié unterrichtet. Als Émile Peynot an der Académie de la Grande Chaumière Kurse nur für Frauen einrichtete, nahm sie erst parallel, später dann ausschließlich bei Peynot Unterricht.
Um ihren Lebensunterhalt zu verdienen, arbeitete Vériane während dieser Zeit als freie Journalistin für verschiedene kleinere Zeitungen und Zeitschriften in Paris. Über diese Arbeit machte sie u. a. die Bekanntschaft der Journalistin Marguerite Durand, die als Suffragette für die Frauenrechte eintrat und auch Vériane dafür gewinnen konnte.
1893 reiste Vériane nach Chicago (Illinois), um von der World’s Columbian Exposition (Weltausstellung) zu berichten. Außerdem besuchte sie in New York einige Veranstaltungen der Frauenbewegung. Auf dieser Reise machte sie neben anderen die Bekanntschaft von Nellie Bly und Charles Sotheran, aber auch von Verlegern wie Joseph Pulitzer, für dessen New York Recorder sie einige Artikel schrieb.
Zu Hause in Paris setzte sie sich als Journalistin weiter für die Frauenrechte ein und konnte sich mit der Zeit auch mit ihren Karikaturen einen Namen machen. Als Marguerite Durand 1897 ihre Tageszeitung La Fronde gründete, zählte Vériane zu den ersten Mitarbeiterinnen. Wenig später zeichnete sie für den gesamten Sportteil dieser Zeitung verantwortlich; Schwerpunkte waren dabei Fahrradfahren und Tennis.
1904 wurde Vériane Mitglied der Société des dessinateurs humoristique und später berief man sie als einzige Frau in deren Vorstand. Als der Verleger Félix Juven 1907 den ersten Salon des humoristes initiierte, war Vériane die einzige Künstlerin, die dort ausstellen konnte. Neben ihrem Brotberuf entstanden in dieser Zeit auch ihre ersten künstlerisch kreierten Puppen.
Diese Puppen waren ein Projekt, das Vériane schon seit Jahren verfolgte. Bereits 1905 hatte sie sich deshalb der Société des amateurs de jouets artistiques angeschlossen. Durch diese Puppen, mehr Kunstobjekt denn Spielzeug, kam es denn 1913 zur Ausstellung „La mode par les poupées“ (→Musée Galliera).
Vériane blieb während des Ersten Weltkriegs in Paris und arbeitete mehrheitlich als Schreibkraft in der Stadtverwaltung. Nach Kriegsende hatte sich der Geschmack des Publikums gewandelt und Vériane konnte nicht mehr an frühere Erfolge anknüpfen; weder als Journalistin noch als Künstlerin. Sie starb 1947 in Paris und fand dort auch ihre letzte Ruhestätte.

## Werke
Als Bildhauerin
- Büste Boxeur. 1891.
- Büste Claude de France. 1890.
- Statue Franz I. 1892.

Als Schriftstellerin
- Les poupées en terre cuite. Paris 1910.
- La femme moderne. Paris 1898.